# Дмитренки (Решетилівська міська громада)
Дмитре́нки —  село в Україні, у Решетилівській міській громаді Полтавського району Полтавської області. Населення становить 23 осіб. До 2020 орган місцевого самоврядування — Кукобівська сільська рада.

## Географія
Село Дмитренки знаходиться на лівому березі річки Говтва, вище за течією на відстані 1,5 км розташоване село Тутаки, нижче за течією примикає село Білоконі. Річка в цьому місці звивиста, утворює лимани, стариці та заболочені озера. Поруч проходить автомобільна дорога Т 1721.

## Історія
12 червня 2020 року, відповідно до розпорядження Кабінету Міністрів України № 721-р «Про визначення адміністративних центрів та затвердження територій територіальних громад Полтавської області», село увійшло до складу Решетилівської міської громади.
19 липня 2020 року, в результаті адміністративно - територіальної реформи та ліквідації Решетилівського району, село увійшло до складу новоутвореного Полтавського району Полтавської області.

## Відомі особистості
Пробийголова Володимир Віталійович —український військовик, учасник російсько-української війни